# World's Hottest Tour
El World's Hottest Tour fue la cuarta gira musical del cantante puertorriqueño Bad Bunny y su primera gira de estadios, en apoyo de su cuarto álbum de estudio Un verano sin ti (2022). Los DJs Boombox Cartel, Diplo, Deorro y Alesso fueron los teloneros en algunas fechas. La gira incluyó 43 fechas de conciertos en un lapso de cuatro meses.
Anunciada a través de sus cuentas en las redes sociales el 24 de enero de 2022, unos días antes de que comenzara su gira del El último tour del mundo, la gira de estadios visitó catorce países del continente americano. La gira contó con dos etapas, la primera en Estados Unidos y la segunda en Latinoamérica. Tras el anuncio de las fechas, se agotaron rápidamente las entradas para muchos espectáculos y se añadieron más fechas.
En la gira hubo invitados como Rauw Alejandro, Jhay Cortez, Buscabulla, Bomba Estéreo, Ivy Queen y muchos más. Con 314,445,480 USD recaudados, la gira se convirtió en la más exitosa de la historia realizada por un acto de América Latina.

## Antecedentes
A principios de 2021, Bad Bunny anunció su tercera gira de conciertos El último tour del mundo. La gira batió récords en la venta de entradas y las fechas se agotaron rápidamente. La gira recaudó casi 117 millones de dólares en arenas norteamericanas y fue la gira más taquillera de un artista latino en la historia de Billboard Boxscore y vendiendo más de 575,000 entradas. Además, fue la gira que más rápido se ha vendido desde 2018. El Último Tour del Mundo fue el álbum más vendido de 2021 en Estados Unidos y ganó el premio al mejor álbum de música urbana en la 22.ª edición de los Premios Grammy Latinos y al mejor álbum de música urbana en la 64.ª edición de los Premios Grammy.
El 24 de enero de 2022, Bad Bunny anunció a través de las redes sociales su próxima gira de estadios y un álbum que saldría a la venta en algún momento de ese año. El álbum, titulado Un Verano Sin Ti, salió a la venta en mayo de 2022 y debutó en el número uno de la lista Billboard 200, convirtiéndose en el segundo álbum íntegramente en español en conseguirlo.

## Desempeño comercial
Inicialmente, el primer anuncio de la gira estaba compuesto por 29 fechas en total, incluidas 17 en Estados Unidos en estadios. Tras el anuncio, se añadieron seis conciertos más debido a la gran demanda de entradas, incluyendo segundas fechas en Miami, Houston, Los Ángeles, San Diego y Las Vegas.
Para los conciertos de Chile, 80 000 entradas se agotaron en cuestión de minutos, pero más de 1,6 millones de fans estaban esperando para comprarlas. En Santo Domingo, el primer concierto se agotó en su primer día de venta, y se añadió una segunda fecha. En Perú, 400.000 fans estaban esperando en línea para comprar entradas para la segunda fecha. En Costa Rica, las entradas se agotaron a los pocos minutos de ponerse a la venta. Únicamente en la Ciudad de México, se estima que alrededor de 4.5 millones de fans intentaron comprar una de las 115.000 entradas oficialmente disponibles, resultando en la demanda más grande en la historia del país para una gira musical.
El primer concierto en el Camping World Stadium de Orlando se agotó y tiene el récord de ser el espectáculo más taquillero del recinto. Cuando comenzó la gira, se informó de que 16 de las 21 fechas de la primera etapa en Estados Unidos se habían agotado, vendiendo más de 725.000 entradas.

## Controversia de Ticketmaster México
Durante el último concierto del 9 de diciembre de 2022 en Ciudad de México, se registró una venta masiva de entradas clonadas o falsificadas, así como otras supuestamente canceladas e inválidas que impidieron el ingreso de muchos fanáticos al recinto. Ticketmaster México emitió un comunicado en el que indicó que se detectó una cantidad "imprecedente" de boletos clonados, ocasionando el colapso del sistema operativo y problemas de retraso al concierto. Sin embargo, la mayoría de los asistentes compraron sus entradas a través de los portales oficiales de Ticketmaster, lo que resultó en una multa por parte de la Procuraduría Federal del Consumidor hacia la compañía, demandando un reembolso del 100% y una compensación extra del 20% a todos los afectados.

## Repertorio
Esta lista de canciones es representativa del espectáculo del 5 de agosto de 2022 en Orlando. No es representativa de todos los conciertos de la duración de la gira.
1. «Moscow Mule»
2. «Me porto bonito»
3. «Un ratito»
4. «Efecto»
5. «Party»
6. «Tarot»
7. «La corriente»
8. «Neverita»
9. «Ni bien ni mal»
10. «La romana»
11. «200 MPH»
12. «Estamos bien»
13. «Te boté (Remix)»
14. «I Like It»
15. «Si veo a tu mamá»
16. «La difícil»
17. «Bichiyal»
18. «La santa»
19. «Vete»
20. «Yo perreo sola»
21. «Safaera»
22. «Tití me preguntó»
23. «Dakiti»
24. «Yo no soy celoso»
25. «Aguacero»
26. «AM (Remix)»
27. «Yonaguni»
28. «Callaíta»
29. «Dos mil 16»
30. «Dile»
31. «No te hagas»
32. «Vuelve»
33. «Me mata»
34. «No metes cabra»
35. «Chambea»
36. «Soy peor»
37. «Un verano sin ti»
38. «Un coco»
39. «La canción»
40. «Andrea»
41. «Me fui de vacaciones»
42. «Otro atardecer»
43. «Ojitos lindos»
44. «El apagón»
45. «Después de la playa»

## Fechas
| Fecha                    | Ciudad              | País                 | Recinto                        | Acto de apertura                         | Asistencia                   | Recaudación (en USD) |
| ------------------------ | ------------------- | -------------------- | ------------------------------ | ---------------------------------------- | ---------------------------- | -------------------- |
| Norteamérica             |                     |                      |                                |                                          |                              |                      |
| 5 de agosto de 2022      | Orlando             | Estados Unidos       | Camping World Stadium          | Alesso                                   | 47,670 / 47,670              | $10,585,066          |
| 9 de agosto de 2022      | Atlanta             | Estados Unidos       | Truist Park                    | Alesso                                   | 38,207 / 38,207              | $8,678,799           |
| 12 de agosto de 2022     | Miami               | Estados Unidos       | Hard Rock Stadium              | Alesso                                   | 97,655 / 97,655              | $21,900,878          |
| 13 de agosto de 2022     | Miami               | Estados Unidos       | Hard Rock Stadium              | Alesso                                   | 97,655 / 97,655              | $21,900,878          |
| 18 de agosto de 2022     | Boston              | Estados Unidos       | Fenway Park                    | Alesso                                   | 34,486 / 34,486              | $7,003,692           |
| 20 de agosto de 2022     | Chicago             | Estados Unidos       | Soldier Field                  | —                                        | 50,854 / 50,854              | $14,109,590          |
| 23 de agosto de 2022     | Washington D. C.    | Estados Unidos       | Nationals Park                 | Deorro                                   | 38,481 / 38,481              | $7,936,521           |
| 27 de agosto de 2022     | Nueva York          | Estados Unidos       | Yankee Stadium                 | Diplo                                    | 84,865 / 84,865              | $22,757,636          |
| 28 de agosto de 2022     | Nueva York          | Estados Unidos       | Yankee Stadium                 | Diplo                                    | 84,865 / 84,865              | $22,757,636          |
| 1 de septiembre de 2022  | Houston             | Estados Unidos       | Minute Maid Park               | Alesso                                   | 83,518 / 83,518              | $19,557,149          |
| 2 de septiembre de 2022  | Houston             | Estados Unidos       | Minute Maid Park               | Alesso                                   | 83,518 / 83,518              | $19,557,149          |
| 7 de septiembre de 2022  | San Antonio         | Estados Unidos       | Alamodome                      | Alesso                                   | 50,193 / 50,193              | $12,342,663          |
| 9 de septiembre de 2022  | Dallas              | Estados Unidos       | AT&T Stadium                   | Alesso                                   | 54,637 / 54,637              | $12,384,432          |
| 14 de septiembre de 2022 | Oakland             | Estados Unidos       | RingCentral Coliseum           | Alesso                                   | 42,702 / 42,702              | $10,784,001          |
| 17 de septiembre de 2022 | San Diego           | Estados Unidos       | Petco Park                     | Alesso                                   | 79,123 / 79,123              | $20,038,705          |
| 18 de septiembre de 2022 | San Diego           | Estados Unidos       | Petco Park                     | Alesso                                   | 79,123 / 79,123              | $20,038,705          |
| 23 de septiembre de 2022 | Las Vegas           | Estados Unidos       | Allegiant Stadium              | Alesso                                   | 92,440 / 92,440              | $22,098,725          |
| 24 de septiembre de 2022 | Las Vegas           | Estados Unidos       | Allegiant Stadium              | Alesso                                   | 92,440 / 92,440              | $22,098,725          |
| 28 de septiembre de 2022 | Phoenix             | Estados Unidos       | Chase Field                    | Alesso                                   | 49,421 / 49,421              | $11,176,255          |
| 30 de septiembre de 2022 | Los Ángeles         | Estados Unidos       | SoFi Stadium                   | Diplo                                    | 99,816 / 99,816              | $31,096,479          |
| 1 de octubre de 2022     | Los Ángeles         | Estados Unidos       | SoFi Stadium                   | Diplo                                    | 99,816 / 99,816              | $31,096,479          |
| Latinoamérica            |                     |                      |                                |                                          |                              |                      |
| 21 de octubre de 2022    | Santo Domingo       | República Dominicana | Estadio Olímpico Félix Sánchez | —                                        | 79,032 / 79,032              | $7,738,992           |
| 22 de octubre de 2022    | Santo Domingo       | República Dominicana | Estadio Olímpico Félix Sánchez | —                                        | 79,032 / 79,032              | $7,738,992           |
| 28 de octubre de 2022    | Santiago            | Chile                | Estadio Nacional de Chile      | Young Cister & Pailita Pablito Pesadilla | 110,362 / 110,362            | $6,080,508           |
| 29 de octubre de 2022    | Santiago            | Chile                | Estadio Nacional de Chile      | Pailita Pablito Pesadilla                | 110,362 / 110,362            | $6,080,508           |
| 4 de noviembre de 2022   | Buenos Aires        | Argentina            | Estadio José Amalfitani        | Dani Ribba Rei                           | 85,345 / 85,345              | $5,588,125           |
| 5 de noviembre de 2022   | Buenos Aires        | Argentina            | Estadio José Amalfitani        | Dani Ribba Rei                           | 85,345 / 85,345              | $5,588,125           |
| 11 de noviembre de 2022  | Asunción            | Paraguay             | Estadio General Pablo Rojas    | Milk Shake Kaese                         | 58,017 / 58,017              | $2,107,935           |
| 13 de noviembre de 2022  | Lima                | Perú                 | Estadio Nacional del Perú      | Tourista DJ Towa DJ Steve                | 83,086 / 83,086              | $8,721,775           |
| 14 de noviembre de 2022  | Lima                | Perú                 | Estadio Nacional del Perú      | Tourista DJ Towa DJ Steve                | 83,086 / 83,086              | $8,721,775           |
| 16 de noviembre de 2022  | Quito               | Ecuador              | Estadio Olímpico Atahualpa     | —                                        | 28,998 / 28,998              | $2,997,726           |
| 18 de noviembre de 2022  | Medellín            | Colombia             | Estadio Atanasio Girardot      | DJ Agudelo888                            | 80,393 / 80,393              | $2,021,660           |
| 19 de noviembre de 2022  | Medellín            | Colombia             | Estadio Atanasio Girardot      | DJ Agudelo888                            | 80,393 / 80,393              | $2,021,660           |
| 20 de noviembre de 2022  | Bogotá              | Colombia             | Estadio El Campin              | DJ Agudelo888                            | 35,178 / 35,178              | $3,710,757           |
| 22 de noviembre de 2022  | Ciudad de Panamá    | Panamá               | Estadio Rommel Fernández       | DJ Riki Silvera                          | 27,085 / 27,085              | $1,955,449           |
| 24 de noviembre de 2022  | San José            | Costa Rica           | Estadio Nacional               | In Betwin Jurgen Dorsam DJ Tocuma        | 52,851 / 52,851              | $2,450,577           |
| 26 de noviembre de 2022  | San Salvador        | El Salvador          | Estadio Cuscatlán              | —                                        | 18,927 / 18,927              | $1,513,890           |
| 29 de noviembre de 2022  | San Pedro Sula      | Honduras             | Estadio Olímpico Metropolitano | —                                        | 35,148 / 35,148              | $2,263,224           |
| 1 de diciembre de 2022   | Ciudad de Guatemala | Guatemala            | Explanada Cardales de Cayalá   | Ale Q Ben Carrillo                       | 20,005 / 20,005              | $2,067,136           |
| 3 de diciembre de 2022   | Monterrey           | México               | Estadio BBVA                   | Mr. Pig                                  | 90,084 / 90,084              | $17,456,717          |
| 4 de diciembre de 2022   | Monterrey           | México               | Estadio BBVA                   | Mr. Pig                                  | 90,084 / 90,084              | $17,456,717          |
| 9 de diciembre de 2022   | Ciudad de México    | México               | Estadio Azteca                 | Uzielito Mix                             | 115,878 / 115,878            | $10,308,460          |
| 10 de diciembre de 2022  | Ciudad de México    | México               | Estadio Azteca                 | Uzielito Mix                             | 115,878 / 115,878            | $10,308,460          |
| Total                    | Total               | Total                | Total                          | Total                                    | 1,864,457 / 1,864,457 (100%) | $314,445,480         |